# Копра

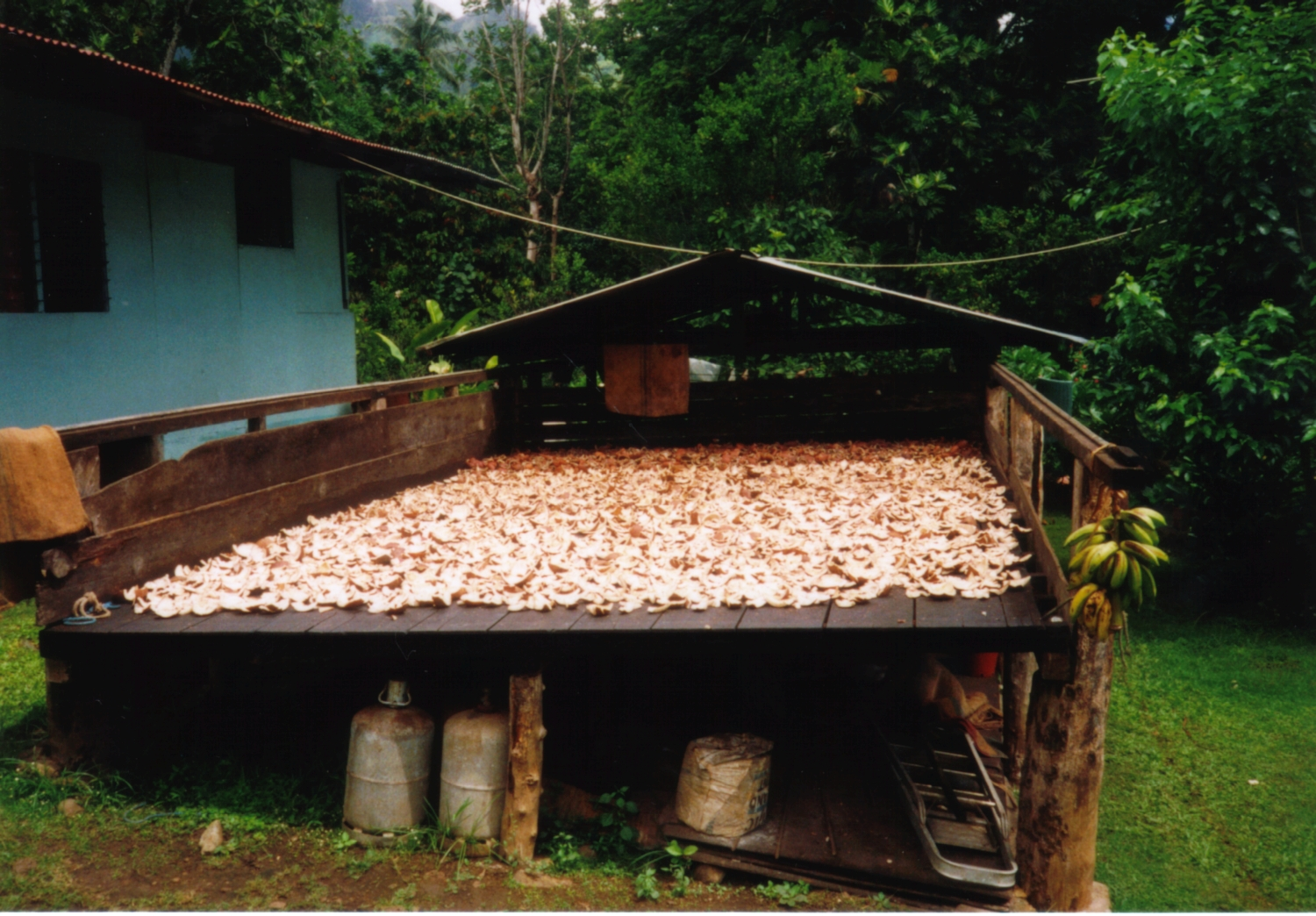
Сушка копры

Ко́пра (от малаял. കൊപ്ര «коппара») — высушенная маслянистая мякоть (вторичный эндосперм) кокосовых орехов. 
Каждый орех даёт от 80 до 500 граммов копры. Копра съедобна и содержит в среднем 6 % воды, 67 % жира, 16 % углеводов, 9 % белка.
Из копры выделяют легкоплавкое масло (tпл 20—27 °С), которое используется в пищу и в качестве технического сырья. После отделения масла горячим прессованием (копра содержит 60—70 % масла) остаётся жмых копры, который идёт на корм скоту.
Копра используется как сырьё для приготовления маргарина, технических масел, глицерина, мыла и напалма.
Копра производится в странах Юго-Восточной Азии (около 67 % мировой продукции), Океании (около 10 %), Африки (3—4 %).